# Lijst van voetbalkampioenen van de Engelse 2de klasse
Hieronder staat een lijst van alle voetbalkampioenen op het 2de niveau in de Engelse voetbalcompetitie. Van 1892 tot 1992 was dat de Second Division, van 1993 tot 2004 de First Division en sinds 2005 de Football League Championship.

## Football League Second Division(1893-1992)
(Tussen haakjes de hoeveelste titel die op dat moment behaald werd. )
| Seizoen | Winnaar                            |
| ------- | ---------------------------------- |
| 1892/93 | Birmingham City                    |
| 1893/94 | Liverpool                          |
| 1894/95 | Bury                               |
| 1895/96 | Liverpool (2)                      |
| 1896/97 | Notts County                       |
| 1897/98 | Burnley                            |
| 1898/99 | Manchester City                    |
| 1899/00 | Sheffield Wednesday                |
| 1900/01 | Grimsby Town                       |
| 1901/02 | West Bromwich Albion               |
| 1902/03 | Manchester City (2)                |
| 1903/04 | Preston North End                  |
| 1904/05 | Liverpool (3)                      |
| 1905/06 | Bristol City                       |
| 1906/07 | Nottingham Forest                  |
| 1907/08 | Oldham Athletic                    |
| 1908/09 | Bolton Wanderers                   |
| 1909/10 | Manchester City (3)                |
| 1910/11 | West Bromwich Albion (2)           |
| 1911/12 | Derby County                       |
| 1912/13 | Preston North End (2)              |
| 1913/14 | Notts County (2)                   |
| 1914/15 | Derby County (2)                   |
| 1915/19 | Stillegging competitie wegens WOI  |
| 1919/20 | Tottenham Hotspur                  |
| 1920/21 | Birmingham City (2)                |
| 1921/22 | Nottingham Forest (2)              |
| 1922/23 | Notts County (3)                   |
| 1923/24 | Leeds United                       |
| 1924/25 | Leicester City                     |
| 1925/26 | Sheffield Wednesday (2)            |
| 1926/27 | Middlesbrough                      |
| 1927/28 | Manchester City (4)                |
| 1928/29 | Middlesbrough (2)                  |
| 1929/30 | Blackpool                          |
| 1930/31 | Everton                            |
| 1931/32 | Wolverhampton Wanderers            |
| 1932/33 | Stoke City                         |
| 1933/34 | Grimsby Town (2)                   |
| 1934/35 | Brentford                          |
| 1935/36 | Manchester United                  |
| 1936/37 | Leicester City (2)                 |
| 1937/38 | Aston Villa                        |
| 1938/39 | Blackburn Rovers                   |
| 1939/46 | Stillegging competitie wegens WOII |
| 1946/47 | Manchester City (5)                |
| 1947/48 | Birmingham City (3)                |
| 1948/49 | Fulham                             |
| 1949/50 | Tottenham Hotspur (2)              |
| 1950/51 | Preston North End (3)              |
| 1951/52 | Sheffield Wednesday (3)            |
| 1952/53 | Sheffield United                   |
| 1953/54 | Leicester City (3)                 |
| 1954/55 | Birmingham City (4)                |
| 1955/56 | Sheffield Wednesday (4)            |
| 1956/57 | Leicester City (4)                 |
| 1957/58 | West Ham United                    |
| 1958/59 | Sheffield Wednesday (5)            |
| 1959/60 | Aston Villa (2)                    |
| 1960/61 | Ipswich Town                       |
| 1961/62 | Liverpool (4)                      |
| 1962/63 | Stoke City (2)                     |
| 1963/64 | Leeds United (2)                   |
| 1964/65 | Newcastle United                   |
| 1965/66 | Manchester City (6)                |
| 1966/67 | Coventry City                      |
| 1967/68 | Ipswich Town (2)                   |
| 1968/69 | Derby County (3)                   |
| 1969/70 | Huddersfield Town                  |
| 1970/71 | Leicester City (5)                 |
| 1971/72 | Norwich City                       |
| 1972/73 | Burnley (2)                        |
| 1973/74 | Middlesbrough (3)                  |
| 1974/75 | Manchester United (2)              |
| 1975/76 | Sunderland                         |
| 1976/77 | Wolverhampton Wanderers (2)        |
| 1977/78 | Bolton Wanderers (2)               |
| 1978/79 | Crystal Palace                     |
| 1979/80 | Leicester City (6)                 |
| 1980/81 | West Ham United (2)                |
| 1981/82 | Luton Town                         |
| 1982/83 | Queens Park Rangers                |
| 1983/84 | Chelsea                            |
| 1984/85 | Oxford United                      |
| 1985/86 | Norwich City (2)                   |
| 1986/87 | Derby County (4)                   |
| 1987/88 | Millwall                           |
| 1988/89 | Chelsea (2)                        |
| 1989/90 | Leeds United (3)                   |
| 1990/91 | Oldham Athletic (2)                |
| 1991/92 | Ipswich Town (3)                   |

## Football League First Division(1992/2004)
| Seizoen | Winnaar               |
| ------- | --------------------- |
| 1992/93 | Newcastle United (2)  |
| 1993/94 | Crystal Palace (2)    |
| 1994/95 | Middlesbrough (4)     |
| 1995/96 | Sunderland (2)        |
| 1996/97 | Bolton Wanderers (3)  |
| 1997/98 | Nottingham Forest (3) |
| 1998/99 | Sunderland (3)        |
| 1999/00 | Charlton Athletic     |
| 2000/01 | Fulham (2)            |
| 2001/02 | Manchester City (7)   |
| 2002/03 | Portsmouth (2)        |
| 2003/04 | Norwich City (3)      |

## Football League Championship(2004/)
| Seizoen   | Winnaar        |
| --------- | -------------- |
| 2004/2005 | Sunderland (4) |
| 2005/2006 | Reading        |
| 2006/2007 | Sunderland (5) |

## Aantal titels
- 7: Manchester City
- 6: Leicester City
- 5: Sheffield Wednesday
- 4: Birmingham City, Derby County, Liverpool, Middlesbrough, Sunderland
- 3: Bolton Wanderers, Ipswich Town, Leeds United, Norwich City, Nottingham Forest, Notts County, Preston North End
- 2: Aston Villa, Burnley, Chelsea, Crystal Palace, Fulham, Grimsby Town, Leeds United, Manchester United, Newcastle United, Oldham Athletic, Portsmouth, Stoke City, Tottenham Hotspur, West Bromwich Albion, West Ham United, Wolverhampton Wanderers
- 1: Blackburn Rovers, Blackpool, Brentford, Bristol City, Bury, Charlton Athletic, Coventry City, Everton, Huddersfield Town, Luton Town, Millwall, Oxford United, Queens Park Rangers, Reading